# Индурский сельсовет
Индурский сельсовет — административная единица на территории Гродненского района Гродненской области Белоруссии.

## Состав
Индурский сельсовет включает 24 населённых пункта:
- Баличи — деревня.
- Белево — деревня.
- Бобровники — деревня.
- Большая Жорновка — деревня.
- Бояры — деревня.
- Дубовка — деревня.
- Житородь — деревня.
- Жорновка — деревня.
- Заневичи — деревня.
- Индура — агрогородок.
- Коваличи — деревня.
- Круглики — деревня.
- Кунцевщина — деревня.
- Ланевичи — деревня.
- Лаша — деревня.
- Луговая — деревня.
- Лужки — деревня.
- Луцковляны — агрогородок.
- Малая Жорновка — деревня.
- Новодубовая — деревня.
- Прокоповичи — деревня.
- Рогачи — деревня.
- Сухая Долина — деревня.
- Яскевичи — деревня.